# Gruz skalny

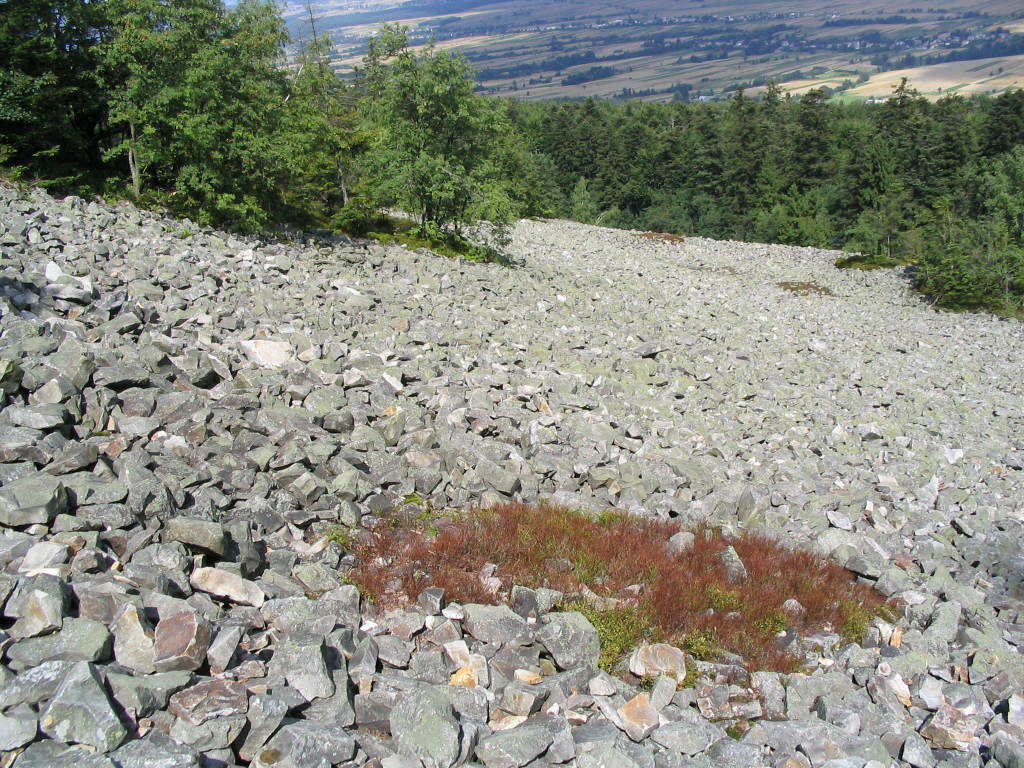
gruz na gołoborzu

Gruz skalny – jest to luźna skała okruchowa, złożona z okruchów ostrokrawędzistych (nieobtoczonych), powstających w wyniku wietrzenia mechanicznego skał. 
Przykładem gruzu są np. piargi. W wysokich górach, gdzie wietrzenie mechaniczne jest szczególnie silne, gruz skalny tworzy często potężne usypiska u podnóża stoków górskich oraz u wylotów stromych żlebów. 
Jeśli ostrokrawędziste odłamki skalne są transportowane przez potoki i rzeki albo podlegają silnemu działaniu przypływów (na stromych, skalistych wybrzeżach morskich), to przez wzajemne tarcie ich ostre krawędzie, naroża ulegają wygładzeniu.
W ten sposób powstają odłamki o bardziej zaokrąglonych kształtach, zwane otoczakami (jeśli średnica jest większa od 2 cm) lub żwirem (jeśli mają średnicę mniejszą niż 2 cm).